# Mindat.org
Pour les articles homonymes, voir Mindat.
Mindat.org est un site web sous forme de base de données interactive en ligne, non commerciale, couvrant les minéraux du monde entier. Son nom provient de la contraction de Minerals Database (en anglais). À l'origine, c'était un application créée par le minéralogiste Jolyon Ralph pour son usage privé en 1993. Mindat.org a été lancé en tant que site web modifiable par la communauté en octobre 2000. Devenu rapidement la base de données la plus fournie sur les minéraux, elle est depuis 2023, gérée par l'Hudson Institute of Mineralogy (Virginie).

## Historique
Lancé en 1993 par Jolyon Ralph, en tant que projet personnel de base de données, déjà sous le nom de Mindat, il a ensuite développé d'autres versions sous forme d'application Microsoft Windows avant de lancer un site web de base de données modifiable par la communauté le 10 octobre 2000.
Après un développement plus poussé, Mindat.org est devenu un programme de sensibilisation de l'Institut Hudson de minéralogie, une fondation éducative à but non lucratif constituée dans l'État de New York. Pour répondre aux besoins croissants de données ouvertes des chercheurs et des organisations, Mindat.org développe actuellement une API ouverte qui permet l'accès aux données, efforts qui ont reçu le soutien de la NSF.

## Description
Mindat se présente comme la plus grande base de données de minéraux et le plus grand site de référence minéralogique sur Internet. Elle est utilisée par des minéralogistes professionnels, des géologues et des collectionneurs de minéraux amateurs, et est citée dans de nombreuses publications,,.

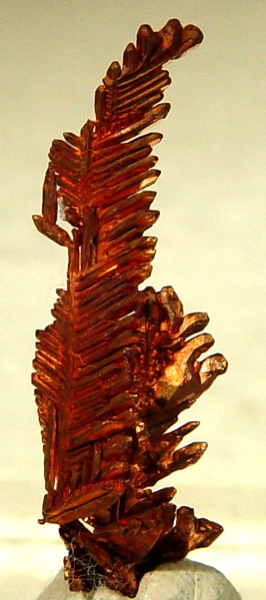
La "plume" de cuivre cristallin de la mine Itauz, Kazakhstan, exemple de photo provenant de la base de données Mindat.

Pour garantir l'intégrité des données, il existe quatre niveaux d'accès pour les utilisateurs du site. Les utilisateurs non enregistrés n'ont pas accès aux fonctions d'ajout ou de modification de données. Les utilisateurs standard enregistrés peuvent ajouter des photos et des localités, mais leurs modifications doivent être examinées et approuvées par un membre du groupe de gestion. Les utilisateurs experts, sélectionnés par invitation, ont un accès plus élevé pour effectuer des modifications sans approbation, mais leurs modifications peuvent toujours être examinées et annulées par les membres du groupe de gestion. Enfin, le groupe de gestion, composé d'environ 45 à 55 membres, est responsable de la gestion du site, avec des pouvoirs étendus pour éditer toutes les données et apporter des modifications importantes à la base de données.
La base de données couvre une grande variété de sujets : articles scientifiques, rapports d'excursions, histoire minière, conseils aux collectionneurs, critiques de livres, entrées minérales, localités et photographies. La plupart des informations proviennent de la littérature publiée, mais les éditeurs enregistrés peuvent ajouter et réviser des informations et des références. Les éditeurs sont contrôlés pour leur expertise, afin de garantir l'exactitude des informations. Les références doivent être fournies dans le format approprié et les éditeurs détiennent les droits d'auteur des données qu'ils ont fournies. Les données sont organisées en pages consacrées aux minéraux et aux localités, avec des liens qui permettent de naviguer facilement entre les pages.
Les pages sur les minéraux comprennent des minéraux individuels, des roches, des météorites, des pierres précieuses, « et d'autres matériaux ressemblant à des minéraux ou à des roches ». Les conventions d'appellation respectent les diverses normes et définitions publiées par l'International Mineralogical Association, le British Geological Survey et la Meteoritical Society.
Mindat s'interface directement avec la base de données sur l'évolution des minéraux (MED) et constitue une source importante pour la recherche scientifique. De nombreuses études ont utilisé Mindat pour obtenir des informations sur les localités lors de l'élaboration de connaissances sur la diversité et la distribution des minéraux,. Le site possède son propre forum de discussions.
En 2021, Mindat comprenait :
- Environ 300 000 localités minérales.
- Plus de 1,2 million[9] de paires minéral-localité.
- Près d'un million de photographies.
- des informations sur les échantillons lunaires et les météorites d'Apollo.

## Équipe
Le site affiche (en 2023) que Jolyon Ralph travaille toujours à temps plein pour gérer et améliorer le projet. Mindat.org dispose d'une équipe de gestion d'environ 50 experts qui veillent à l'exactitude des contenus soumis et supervisent les politiques éditoriales du site. Il y a également environ 450 contributeurs experts qui ont acquis un accès de confiance au site. Le site compte actuellement des experts dans 40 pays du monde. Il y a plus de 4 000 contributeurs réguliers qui ont la possibilité de soumettre du contenu au site, mais qui doivent être examinés et approuvés avant d'être publiés. Enfin, plus de 33 000 utilisateurs enregistrés de 216 pays et territoires différents ont accès à un forum mais n'ont pas le droit de contribuer au contenu du site.